# Vår värld för Gud!
Vår värld för Gud! är en sång med text och musik från 1935 av Evangeline Booth. Den svenska översättningen är gjord av Birgit Klockars.

## Publicerad i
- Frälsningsarméns sångbok 1968 som nr 120 i körsångsdelen under rubriken "Jubel, Strid Och Erfarenhet".
- Frälsningsarméns sångbok 1990 som nr 870 under rubriken "Glädje, vittnesbörd, tjänst".
- Sångboken 1998 som nr 195.